# Arnaud Lusamba
Arnaud Lusamba (Metz, Francia, 4 de enero de 1997) es un futbolista franco-congoleño que juega como centrocampista en el Baniyas Club de la UAE Pro League.

## Trayectoria

### Association Sportive Nancy-Lorraine
Su equipo se preparaba para jugar su segundo año consecutivo en segunda división y el técnico Pablo Correa decidió ascender a Lusamba al plantel principal para disputar la Ligue 2 2014/15.
Debutó como profesional el 1 de agosto de 2014, jugó como titular con el dorsal número 35, se enfrentó a Dijon FCO, al minuto 61 anotó su primer gol oficial, finalmente empataron 1 a 1. Lusamba jugó su primer partido con 17 años y 209 días.
El 12 de agosto debutó en la Copa de la Liga de Francia con el dorsal número 10, su rival fue el decano Le Havre, ingresó al minuto 63 y ganaron 2 a 1.
En su siguiente partido, el 15 de agosto, se enfrentó al Arles-Avignon, volvió al dorsal 35, pero fue titular y anotó un gol al minuto 52, aunque finalizaron 1 a 1. Debido al buen nivel que mostró, le fue adjudicada la camiseta número 10 a pesar de su edad.
Su primera temporada finalizó con 30 presencias en la Ligue 2, de las cuales 21 fueron como titular, anotó 5 goles y brindó 2 asistencias. Nancy finalizó en quinta posición, a 6 puntos de ascenso.
Para la Ligue 2 2015/16, comenzó jugando como titular en la fecha 1 del 3 de agosto de 2015, su rival fue Tours Football Club y empataron 0 a 0. En la fecha 2 fue al banco de suplentes e ingresó al minuto 83 cuando el partido estaba igualado sin goles, 4 minutos le bastaron para batir el arquero rival y anotar el gol del triunfo.
Tuvo una buena participación en la segunda mitad de la temporada, y completó 19 partidos jugados por el campeonato y convirtió 5 goles.

### OGC Niza
El 19 de julio de 2016, fue adquirido por Niza, equipo de la Ligue 1 francesa, a cambio de 2,5 millones de euros. Le fue ad
Debutó con Niza el 14 de agosto, fue titular en la fecha 1 de la Ligue 1 2016-17, utilizó la camiseta número 8 y derrotaron 1 a 0 a Rennes con un gol de Malang Sarr.

## Selección nacional
Fue parte de la selección de Francia en las categorías juveniles sub-16, sub-17, sub-18 y sub-19.
Debutó con Los Galos el 30 de octubre de 2012 en el torneo amistoso Val-de-Marne para selecciones sub-16, se enfrentaron a Noruega, fue titular y ganaron 3 a 0. En su segundo encuentro, el rival fue Croacia, esta vez ingresó al minuto 76 y ganaron 1 a 0. El último partido fue contra Países Bajos, nuevamente fue titular, ganaron por 1 a 0 y se coronaron campeones. Francia consiguió el título por décima vez, de catorce ediciones disputadas hasta 2012.
El técnico Jean-Claude Giuntini lo convocó nuevamente, esta vez para disputar la Aegean Cup, con la sub-16 francesa. Debutó en el torneo amistoso internacional el 21 de enero de 2013, fue titular para enfrentar a Bélgica con Youri Tielemans como figura rival, pero lograron ganar por 3 a 2. Al otro día, jugó nuevamente, esta vez ingresó al minuto 66 y derrotaron 1 a 0 a Ucrania. El 24 de enero jugó como titular contra República Checa y ganaron 3 a 1. Francia disputó la final del torneo por quinta vez consecutiva, su rival fue Turquía con Enes Ünal en un buen nivel, Arnaud fue titular, fue un partido parejo que comenzaron perdiendo desde el minuto 19, pero finalmente lo empataron, fueron a penales y ganaron 4 a 1. Los Galos lograron su quinto título consecutivo desde el 2009, sumando un total de seis conquistas con la del 2001.
Francia fue invitada para participar del Torneo Montaigu, fue seleccionado por Giuntini para defender la sub-16 por tercera vez. El primer partido fue el 26 de marzo, contra Turquía, fue un partido parejo como la final de la Aegean Cup, casi con los mismos jugadores, Arnaud fue titular y empataron 2 a 2. El 28 de marzo se enfrentó a una selección no europea por primera vez, Japón, fue suplente e ingresó en el segundo tiempo pero perdieron 3 a 2. El tercer y último partido del grupo, fue contra Portugal, jugó desde el comienzo y ganaron 4 a 1. Turquía terminó primero en el grupo, por lo que jugó la final con Inglaterra y resultaron ganadores con Enes Ünal como figura. Francia, al quedar en segundo lugar, jugó por el tercer puesto contra Alemania el 1 de abril, Lusamba ingresó en el segundo tiempo y ganaron 2 a 1.
En abril, jugó un torneo amistoso de preparación en España para el Campeonato de Europa sub-17, disputó 3 partidos, contra República Checa, Italia y España. Ganaron el primer encuentro pero perdieron los dos restantes. Finalizó la temporada con un partido amistoso en el Estadio Olímpico de Berlín, se enfrentaron a Alemania, Lusamba disputó todo el encuentro y empataron 2 a 2 ante más de 20.000 espectadores.

### Participaciones en categorías inferiores
| Competición                                                               | Sede         | Resultado    | Partidos | Goles |
| ------------------------------------------------------------------------- | ------------ | ------------ | -------- | ----- |
| Fase de clasificación para el Campeonato de Europa Sub-17 de la UEFA 2014 | Israel       | Clasificó    | 3        | 1     |
| Ronda Élite para el Campeonato de Europa Sub-17 de la UEFA 2014           | Países Bajos | No clasificó | 3        | 0     |
| Fase de clasificación para el Campeonato de Europa Sub-19 de la UEFA 2016 | Francia      | Clasificó    | 3        | 2     |

## Estadísticas

### Clubes
Actualizado al 2 de marzo de 2019.
Último partido citado: Kortrijk 2 - 1 Cercle Brugge
| Club                         | Div.          | Temporada     | Liga  | Liga  | Liga   | Copas nacionales | Copas nacionales | Copas nacionales | Torneos internacionales | Torneos internacionales | Torneos internacionales | Total | Total | Total  |
| Club                         | Div.          | Temporada     | Part. | Goles | Asist. | Part.            | Goles            | Asist.           | Part.                   | Goles                   | Asist.                  | Part. | Goles | Asist. |
| ---------------------------- | ------------- | ------------- | ----- | ----- | ------ | ---------------- | ---------------- | ---------------- | ----------------------- | ----------------------- | ----------------------- | ----- | ----- | ------ |
| A. S. Nancy-Lorraine Francia | 2.ª           | 2014-15       | 30    | 5     | 2      | 3                | 0                | 0                | -                       | -                       | -                       | 33    | 5     | 2      |
| A. S. Nancy-Lorraine Francia | 2.ª           | 2015-16       | 19    | 5     | 2      | 2                | 0                | 0                | -                       | -                       | -                       | 21    | 5     | 3      |
| A. S. Nancy-Lorraine Francia | Total club    | Total club    | 49    | 10    | 4      | 5                | 0                | 0                | 0                       | 0                       | 0                       | 54    | 10    | 5      |
| O. G. C. Niza Francia        | 1.ª           | 2016-17       | 6     | 0     | 0      | 2                | 0                | 0                | 1                       | 0                       | 0                       | 9     | 0     | 0      |
| O. G. C. Niza Francia        | 1.ª           | 2017-18       | 4     | 0     | ?      | 0                | 0                | 0                | 3                       | 0                       | ?                       | 7     | 0     | ?      |
| O. G. C. Niza Francia        | Total club    | Total club    | 10    | 0     | 0      | 2                | 0                | 0                | 4                       | 0                       | 0                       | 16    | 0     | 0      |
| Círculo de Brujas · Bélgica  | 1.ª           | 2018-19       | 25    | 0     | ?      | 0                | 0                | 0                | -                       | -                       | -                       | 25    | 0     | ?      |
| Círculo de Brujas · Bélgica  | Total club    | Total club    | 25    | 0     | ?      | 0                | 0                | 0                | 0                       | 0                       | 0                       | 25    | 0     | ?      |
| Total carrera                | Total carrera | Total carrera | 84    | 10    | 4      | 7                | 0                | 0                | 4                       | 0                       | 0                       | 95    | 10    | 5      |

### Selecciones
Actualizado al 24 de febrero de 2016.
Último partido citado: Francia 1 - 1 Italia
| Selección      | Temporada     | Continental | Continental | Mundial | Mundial | Amistosos | Amistosos | Total | Total |
| Selección      | Temporada     | Part.       | Goles       | Part.   | Goles   | Part.     | Goles     | Part. | Goles |
| -------------- | ------------- | ----------- | ----------- | ------- | ------- | --------- | --------- | ----- | ----- |
| Sub-16 Francia | 2012/13       | -           | -           | -       | -       | 15        | 0         | 15    | 0     |
| Sub-16 Francia | Total sel.    | -           | -           | -       | -       | 15        | 0         | 15    | 0     |
| Sub-17 Francia | 2013/14       | 6           | 1           | -       | -       | 3         | 1         | 9     | 2     |
| Sub-17 Francia | Total sel.    | 6           | 1           | -       | -       | 3         | 1         | 9     | 2     |
| Sub-18 Francia | 2014/15       | -           | -           | -       | -       | 5         | 0         | 5     | 0     |
| Sub-18 Francia | Total sel.    | -           | -           | -       | -       | 5         | 0         | 5     | 0     |
| Sub-19 Francia | 2015/16       | 3           | 2           | -       | -       | 3         | 0         | 6     | 2     |
| Sub-19 Francia | Total sel.    | 3           | 2           | -       | -       | 3         | 0         | 6     | 2     |
| Total carrera  | Total carrera | 9           | 3           | -       | -       | 26        | 1         | 35    | 4     |